# 微細化
微細化（びさいか、die shrink、optical shrink、process shrink）とは、半導体デバイス特にトランジスタの単純な半導体スケーリングを指す言葉。
ダイ（またはチップとも呼ぶ）の微細化は、リソグラフィックノードの進展など発展した製造プロセスで同じような回路を作ることである。
微細化によってチップ製造メーカーの全体的なコストは低減し、製品の利益率は向上する。
なぜならプロセッサの大きな構造上の変更が無いことで研究開発コストが低減し、一方で１枚のシリコンウェハーから作られるプロセッサーダイが増えると製品あたりのコストが低減するためである。

## 詳細
微細化は、インテル、AMD（かつてのATIを含む）、NVIDIA、サムスンなどの半導体メーカーにとって価格と性能を改善する上で重要となる。
2000年代の例として、Cedar Mill Pentium 4プロセッサ（90 nmCMOSから65 nmCMOS）、Penryn Core 2プロセッサ（65 nmCMOSから45 nmCMOS）、Brisbane Athlon 64 X2プロセッサ（90 nmSOIから65 nmSOI）、ATIとNVIDIA両方の様々な世代のGPUがある。
2010年1月、Clarkdale Core i5とCore i7プロセッサをリリースした。
それまでのNehalemマイクロアーキテクチャを用いた45 nmプロセスから微細化した32 nmプロセスで製造された。
インテルは特にチック・タックモデルによる定期的な頻度での製品性能の改善のために微細化に注力していた。
このビジネスモデルでは、マイクロアーキテクチャが新しくなること（チック）に続いて、そのマイクロアーキテクチャで微細化（トック）をすることで性能を改善する。

微細化はエンドユーザーに利益をもたらす。
微細化は半導体デバイスのスイッチのon/offをする各トランジスタで使われる電流を低減する一方でチップの同じクロック周波数を維持することで、製品の消費電力（と熱発生）を低減し、クロック速度ヘッドルームを増加させ、価格を低下させるためである。 
200-mmまたは300-mmのシリコンウェハーを製造するコストは製造ステップ数に比例し、ウェハー上のチップ数には比例しない。
よって微細化により多くのチップをウェハー上に作り、その結果チップ当たりの製造コストを低下させる。

## ハーフノード
CPU製造において、微細化はITRSによって定義されたリソグラフィックノードの進歩を常に含んでいる。
GPUとSoCの製造では、微細化はITRSによって定義されなかったノードでのチップの微細化をしばしば含む。
これは例えば150 nm、110 nm、80 nm、55 nm、40 nm、より最近では14 nmノードのようなものであり、「ハーフノード」と呼ばれる。
これはITRSが定義したあるノードからより小さなノードに微細化する前に、その2つのノード間に設定された暫定的なノードであり（「ハーフノード・シュリンク」と呼ばれる）、R&Dコストを削減する目的がある。
ITRSノードまたはハーフノードのどちらへ微細化するかの選択は、集積回路デザイナーではなくファウンドリー次第である。
| メインのITRSノード | 暫定のハーフノード |
| ------------------ | ------------------ |
| 250 nm             | 220 nm             |
| 180 nm             | 150 nm             |
| 130 nm             | 110 nm             |
| 90 nm              | 80 nm              |
| 65 nm              | 55 nm              |
| 45 nm              | 40 nm              |
| 32 nm              | 28 nm              |
| 22 nm              | 20 nm              |
| 16 nm              | 14 nmと12 nm       |
| 10 nm              | 8 nm               |
| 7 nm               | 6 nm               |
| 5 nm               | 4 nm               |